# Alexandre Blanchet (peintre)
Pour les articles homonymes, voir Alexandre Blanchet et Blanchet.
Alexandre Blanchet, né à Pforzheim le 23 avril 1882 et mort à Genève le 25 décembre 1961, est un artiste peintre et sculpteur suisse.
Il est actif à Paris, où il expose notamment au Salon des indépendants et au Salon d'Automne, et en Suisse. Proche des fauvistes et de Paul Cézanne, il obtient un certain succès critique et le prix de la ville de Genève en 1947.

## Biographie

### Origines et famille
Alexandre Blanchet est né le 23 avril 1882 à Pforzheim, dans le Bade-Wurtemberg. Originaire de Carouge, il est le fils de Philippe Blanchet et de Thérèse Abt.
Il épouse Émilie Lacroix, originaire de Carouge.

### Formation
De 1898 à 1902, il suit des cours à l'École des arts industriels de Genève et fait un apprentissage de peintre sur émail.
En 1905, il obtient la bourse Lissignol qui lui permet de partir étudier à Paris, puis gagne le concours Diday l'année suivante, qui lui permet d'effectuer un voyage en Italie.

### Carrière
En 1907, Alexandre Blanchet s'installe à Paris, où il rencontre notamment le peintre suisse René Auberjonois ainsi que l'écrivain suisse Charles Ferdinand Ramuz. Blanchet expose régulièrement à Paris — notamment au Salon des indépendants en 1909 et 1910 et au Salon d'Automne, en 1909, 1910, 1912, 1913, 1923 — et à Genève, où il a un certain succès critique. Il acquiert un début de notoriété avec Les deux amies, qu'il expose au Salon d'automne en 1912 puis à l'Armory Show de New York l'année suivante, où il est acheté par le collectionneur John Quinn.
En 1914, Blanchet revient à Genève et participe à de nombreuses expositions collectives en Suisse. Il attire notamment l'attention du collectionneur Max Wassmer (de), qui devient son mécène.
Alexandre Blanchet a peint des nus, des paysages, des portraits et des natures mortes. Il est également l'auteur de nombreuses décorations murales, civiles et religieuses, ainsi que des sculptures. Connu comme un Suisse à Paris, il trouvera son maître d'abord en la personne de Ferdinand Hodler puis surtout en la personne de Paul Cézanne, notamment avec La Valaisanne,. Il passera d'une écriture picturale fauve à une technique de petites touches incessamment retravaillées de manière pastillée,.

### Reconnaissance et dernières années
La première rétrospective de son œuvre est organisée à Bâle en 1944, puis dans d'autres villes de Suisse. En 1947, Alexandre Blanchet est le premier lauréat du Prix de la ville de Genève pour la peinture, et sera exposé au Musée Rath de Genève. En 1952, à l'occasion du septantième anniversaire du peintre, le Musée de l'Athénée à Genève, organise une exposition de ses œuvres. Une deuxième exposition de ses peintures, sculptures et dessins, aura lieu au Musée Rath de Genève, en 1959.
Le 25 décembre 1961, Alexandre Blanchet meurt à Genève,,.

## Expositions personnelles
- 1925 : Palais de l'Athénée, Genève[11]
- 1933 : Palais de l'Athénée, Genève[12]
- 1938 : Palais de l'Athénée, Genève[13]
- 1944 : Kunsthalle, Bâle[14]
- 1944 : Kunsthalle, Bern[15]
- 1947 : Musée Rath, Genève
- 1952 : Palais de l'Athénée, Genève[16]
- 1959 : Musée Rath, Genève[17]
- 1963 : Kunstmuseum Winterthur[18]
- 1963 : Musée de la Majorie, Sion
- 1964 : Galerie Vanier, Genève
- 1974 : Musée Rath, Genève[19]

## Expositions collectives
- 1909 : Exposition de peinture : Alexandre Mairet, William Muller, Albert Schmidt, Alex. Blanchet, Musée Rath, Genève
- 1909 : Paris, Salon des indépendants
- 1912 : Neuchâtel, Exposition nationale suisse des beaux-arts
- 1913 : New York, Armory Show
- 1923 : Ausstellung : Félix Appenzeller, Maurice Barraud, Alexandre Blanchet..., Kunsthalle Bern
- 1930 : Hans Berger, Alex. Blanchet, Eug. Martin : Gemälde. Paul Baud : Plastiken, Kunstmuseum Musegg Luzern
- 1934 : L'art suisse contemporain, Jeu de Paume, Paris
- 1935 : IVe Salon de "romanité", Palais de l'Athénée, Genève[20]

## Collections publiques
Liste établie d'après l'ouvrage de Busino-Maschietto (1974)
- Aarau, Musée des beaux-arts (dont :
  - Jeune romaine, nu à mi-corps, 1909, huile sur toile, 100 × 81 cm
  - Portrait de femme (Maria-Teresa Borghèse, 1923, huile sur toile, 46 × 38 cm
  - L'acacia, paysage tessinois, 1941, 54 × 65 cm
  - Autoportrait à l'atelier, 1954, huile sur toile, 97 × 78 cm
  - À l'atelier, nature morte au lys, 1955, huile sur toile, 89 × 116 cm)
- Bâle, Musée des beaux-arts (dont : 
  - Autoportrait, à mi-corps, avec palette et pinceau, 1915, huile sur toile, 81 × 65 cm
  - Nature morte : panier de poires sur une chaise, 1917, huile sur toile, 92,5 × 73 cm
  - Bouquet de fleurs et petits tableaux de Cézanne, 1917, huile sur toile, 81 × 65 cm
  - Les bergers, 1922, huile sur toile, 281 × 211,5 cm)
- Bâle, Collection de la Compagnie d'assurance nationale suisse (dont :
  - Le soldat (Armand Lacroix), 1915, huile sur toile, 116 × 81 cm)
- Berne, Bibliothèque nationale suisse (dont :
  - Nature morte à l'écharpe rouge, 1954, huile sur toile, 54 × 65 cm)
- Berne, Département fédéral des transports et communications et de l'énergie (dont :
  - Bouquet de tulipes, env. 1918, huile sur toile, 38 × 119 cm
  - Le serment des trois Suisses, 1940, huile sur pavatex, 48 × 47,8 cm)
- Berne, Musée des beaux-arts (dont :
  - Autoportrait, 1921, huile sur toile, 51 × 41 cm
  - Autoportrait à l'atelier, 1932, huile sur toile, 99 × 83 cm
  - Nature morte au portefeuille bleu, 1944, huile sur toile, 60 × 92 cm
  - La plage, 1937, huile sur toile, 200 × 250 cm)
- Coire, Musée des beaux-arts (dont :
  - Portrait de Maurice Blanchet, 1934, huile sur toile, 131 × 91 cm)
- Genève, Musée d'art et d'histoire de Genève (dont :
  - La plage, 1910, huile sur toile, 96 × 130,5 cm
  - Portrait de Lucienne Florentin, critique d'art, 1910, huile sur toile, 46 × 38 cm
  - Femme couchée, 1921, huile sur toile, 110 × 150 cm
  - Portrait de jeune fille, 1922, 81 × 65 cm
  - Portrait d'Emile Blanchet, 1927, huile sur toile, 85 × 66 cm
  - Autoportrait en buste, 1928, huile sur toile, 50 × 61 cm
  - Nature morte: melon, poire et raisin, env. 1930, huile sur toile, 38 × 46,5 cm
  - Bouquet de roses de Noël et livre, 1930, huile sur toile, 46 × 38 cm
  - Paysage: campagne genevoise, env. 1931, huile sur toile, 49,5 × 60,5 cm
  - Portrait d'Emile Blanchet, 1931, bronze exemplaire unique, hauteur 21 cm
  - Nature morte au tricot, 1933, huile sur toile, 60 × 81 cm
  - Portrait du peintre Hans Berger, 1938, bronze, hauteur: 42 cm
  - Portrait du chef d'orchestre Ernest Ansermet, 1943, huile sur toile, 81 × 65 cm
  - Autoportrait à la blouse, 1946, huile sur toile, 100 × 81 cm
  - Nature morte: bol et poires, 1947, huile sur toile, 47 × 55 cm
  - Heures paisibles : la vendange, 1950, peinture murale à la cire
  - Heures paisibles : le repos, 1950, peinture murale à la cire
  - Heures paisibles: la récolte, 1950, peinture murale à la cire
  - Heures paisibles: le bain, 1950, peinture murale à la cire
  - Heures paisibles: la vendange, le repos, la récolte, le bain, 1950, peinture murale à la cire
  - Nature morte: livres et bols, 1951, huile sur toile, 40 × 60 cm)
- Genève, Musée de l'horlogerie et de l'émaillerie (dont : 
  - Homme assis, env. 1905, peinture sur émail, 19,5 × 19,5 cm
  - Femme assise, env. 1905, peinture sur émail, 19,5 × 19,5 cm)
- Glaris, Musée des beaux-arts (dont :
  - Portrait de jeune fille (Suzanne Berthod, 1925, huile sur toile, 81 × 65 cm)
- Hambourg, Musée des beaux-arts (dont :
  - Portrait d'une vieille bretonne, 1910, huile sur toile, 65,2 × 54 cm)
- Fondation Gottfried Keller (dont :
  - Italienne (Zoé), 1921, huile sur toile, 85 × 65 cm
  - Femme voilée (Suzanne Berthod), 1953, huile sur toile, 64 × 45,5 cm)
- La Chaux-de-Fonds, Musée des beaux-arts (dont :
  - Paysage, huile sur toile, 59 × 50 cm
  - Paysage : espalier à Confignon, env. 1939, huile sur toile, 53 × 65 cm)
- Lausanne, Musée cantonal des beaux-arts de Lausanne (dont :
  - Paysage, huile sur toile, 38 × 47 cm
  - Portrait de garçon : Albino, 1942, huile sur toile, 65 × 54 cm)
- Neuchâtel, Musée d'art et d'histoire de Neuchâtel (dont : 
  - Jeune garçon au foulard rouge, 1913, huile sur toile, 82 × 65 cm
  - Autoportrait à mi-corps, avec palette et pinceau, 1915, huile sur toile, 82 × 65 cm)
- Olten, Musée des beaux-arts (dont :
  - Portrait de Mlle Mildred Lacroix, 1925, huile sur toile, 100 × 80 cm
  - Nature morte : livres et pipe, 1950, huile sur toile, 38 × 61 cm)
- Rorschach, Musée régional (dont :
  - Petit nu assis vu de dos, 1922, huile sur toile, 46,5 × 38 cm)
- Saint-Gall, Musée des beaux-arts (dont :
  - La robe noire (Maria-Teresa Borghèse, 1923, huile sur toile, 73,5 × 60 cm
  - Mon portrait, 1923, huile sur toile, 66, 5 × 57,5 cm)
- Sion, Etat du Valais (dont :
  - Nature morte au cartable bleu, 1953, huile sur toile, 60 × 92 cm)
- Soleure, Musée de la ville de Soleure (dont :
  - Nu à la longue tresse, huile sur toile, 150 × 75 cm
  - Portrait d'Émilie Blanchet assise, 1913, huile sur toile, 100 × 81 cm
  - Nature morte avec branche d'alkékenge, 1934, huile sur toile, 60 × 81 cm)
- Thoune, Musée de la ville de Thoune (dont :
  - Portrait de femme à l'éventail (Mlle Corboux), 1951, huile sur toile, 81 × 65 cm)
- Winterthour, Musée Oskar Reinhart « Am Stadtgarten »  (dont :
  - Nu au collier, 1913, huile sur toile, 81 × 65 cm
  - Etude en vue de la composition "La vendange en Valais", 1917, huile sur toile, 40 × 40 cm
  - Etude en vue de la composition "La vendange en Valais", 1917, huile sur toile, 70 × 70 cm
  - La Vendange en Valais, 1917, huile sur toile, 250 × 250 cm
  - Etude en vue de la composition "La foire en Valais", 1920, huile sur toile, 70 × 70 cm
  - Etude en vue de la composition "La foire en Valais", 1920, huile sur toile, 100 × 100 cm
  - La foire en Valais, 1920, huile sur toile, 300 × 300 cm
  - Portrait de femme (Maria-Teresa Borghèse) tenant une lettre, 1922, huile sur toile, 91 × 73 cm
  - Nu couché, 1923, huile sur toile, 105 × 145 cm
  - Pêcheurs sur la plage, 1933, huile sur toile, 200 × 163 cm
  - Autoportrait, huile sur toile, 66 × 54,5 cm
  - Printemps à Confignon, huile sur toile, 54 × 73,5 cm - Portrait du Dr Oskar Reinhart, 1943, huile sur toile, 90 × 90 cm
  - Nature morte, 1950, huile sur toile, 58,5 × 79,5 cm
  - Autoportrait, 1951, huile sur toile, 73 × 60 cm
  - Portrait du peintre Eugène Martin, 1951, huile sur toile, 80,5 × 64,5 cm
  - Portrait d'une femme âgée, 1953, huile sur toile, 65,5 × 54 cm
  - Petit nu, (env. 1928), bronze, 53,5 cm)
- Winterthour, Musée des beaux-arts de Winterthur (dont :
  - Eve, 1913, huile sur toile, 151 × 75 cm
  - Autoportrait en buste, 1918, huile sur toile, 65 × 52,5 cm
  - Valaisanne (Maria-Teresa Borghèse), 1920, huile sur toile, 100 × 81,5 cm)
- Zurich, Musée des beaux-arts (dont :
  - Le cerisier, 1912, huile sur toile, 134 × 100 cm
  - Portrait d'un garçon debout, 1913, huile sur toile, 100 × 81 cm
  - Portrait d'un garçon assis, 1913, huile sur toile, 81 × 65,5 cm
  - Deux nus, 1914, huile sur toile, 155,5 × 200 cm
  - Autoportrait et nature morte au miroir, 1915, huile sur toile, 92 × 73 cm
  - Bouquet de fleurs dans une cafetière Empire, 1916, huile sur toile, 81 × 65 cm
  - Valaisanne (Maria-Teresa Borghèse), 1920, huile sur toile, 103,5 × 75 cm
  - Autoportrait, huile sur toile, 65 × 81 cm
  - Nature morte au chapeau de paille, 1950, huile sur toile, 54 × 73 cm
  - Portrait de femme assise, 1951, huile sur toile, 92 × 73 cm)

## Ventes publiques
Liste établie d'après le Bénézit (1999).
| Date             | Lieu    | Œuvre                                                        | Prix (CHF) |
| ---------------- | ------- | ------------------------------------------------------------ | ---------- |
| 27 mai 1964      | Berne   | Paysage                                                      | 1 050,00   |
| 18 novembre 1972 | Berne   | Autoportrait au béret basque                                 | 6 400,00   |
| 25 juin 1976     | Lucerne | Paysage du Tessin, 1945                                      | 3 200,00   |
| 5 mai 1977       | Berne   | Nu accoudé à la draperie rouge, 1925                         | 9 500,00   |
| 18 novembre 1978 | Lucerne | Bouquet de fleurs                                            | 5 000,00   |
| 20 juin 1979     | Berne   | Paysage d'été vers 1914                                      | 4 000,00   |
| 15 mai 1981      | Zurich  | L'Italienne (Manuela Busino-Maschietto), 1917                | 5 000,00   |
| 26 juin 1982     | Berne   | Le peintre Eugène Martin, 1919                               | 7 200,00   |
| 3 juin 1983      | Zurich  | Maria, 1945                                                  | 2 000,00   |
| 15 mars 1985     | Zurich  | Portrait de Manuela Busino-Maschietto dite l'Italienne, 1917 | 5 600,00   |
| 24 octobre 1986  | Berne   | Nu allongé, 1926                                             | 7 000,00   |
| 3 décembre 1987  | Zurich  | Paysage au coucher de soleil, 1906                           | 3 000,00   |
| 12 mai 1990      | Berne   | Paysage estival et boisé, 1921                               | 2 500,00   |
| 4 juin 1994      | Lucerne | Jeannette à la guitare, 1959                                 | 2 600,00   |
| 12 juin 1995     | Zurich  | Le port de La Rochelle, 1937                                 | 4 025,00   |